# Băneasa Shopping City
Băneasa Shopping City este un centru comercial din nordul Bucureștiului, deschis la data de 18 aprilie 2008.
Are o suprafață totală închiriabilă de 85.000 metri pătrați și este deținut de omul de afaceri Gabriel Popoviciu.
Constructorul mallului a fost firma franceză Bouygues.
Investiția în dezvoltarea mallului a fost de 150 milioane euro.
Băneasa Shopping City este al cincilea mall deschis în București după București Mall și Plaza Romania, City Mall și Unirea Shopping Center.
Cuprinde în total 280 de magazine.
Centrul comercial a atras, în prima lună, peste 750.000 de vizitatori.
Băneasa Shopping City face parte din Proiectul Băneasa controlat de oamenii de afaceri Puiu Popoviciu și Radu Dimofte,
alături de Universitatea de Științe Agricole și Medicină Veterinară București (USAMVB).
Investiția în întregul proiect este estimată la 1,8 miliarde de euro. Parcul comercial Băneasa (numit și Zona Comercială Băneasa), care cuprinde mallul Băneasa Shopping City, Centrul comercial Feeria, dar și unități distincte ale unor retaileri precum IKEA, Carrefour, Bricostore sau Mobexpert, este cea mai mare dezvoltare de acest gen din România, care a implicat investiții totale estimate la circa 300 milioane euro până în prezent.
Zona Comercială Băneasa este una dintre cele trei părți integrate ale Proiectului Băneasa.
Pe lângă zona comercială care se întinde pe o suprafață de 450.000 de metri pătrați, Proiectul Băneasa va oferi peste 3.000 de unități locative și un parc de afaceri cu spații de birouri tip A și A plus, cu o suprafață de 160.000 de metri pătrați.